# Kika
Kika – erotyczny komediodramat w reżyserii Pedra Almodóvara z 1993 roku. Zdjęcia kręcono w Madrycie.

## Obsada
- Verónica Forqué – Kika
- Peter Coyote – Nicholas
- Victoria Abril – Andrea Caracortada
- Àlex Casanovas – Ramón
- Rossy de Palma – Juana
- Santiago Lajusticia – Pablo
- Anabel Alonso – Amparo
- Bibiana Fernández – Susana
- Jesús Bonilla – Policía
- Manuel Bandera – Chico Carretera
- Charo López – Rafaela
- Francisca Caballero – Doña Paquita
- Mónica Bardem – Paca
- Joaquín Climent – Asesino

## Nagrody
- 1994 Fotogramas de Plata – Verónica Forqué (w kategorii najlepsza aktorka filmowa)
- 1994 Goya – Verónica Forqué (w kategorii najlepsza aktorka)
- 1994 Sant Jordi Awards – Pedro Almodóvar (w kategorii najlepszy film)
- 1995 Premios ACE – Victoria Abril (w kategorii najlepsza aktorka filmowa)
- 1995 Premios ACE – Rossy de Palma (w kategorii najlepsza aktorka drugoplanowa)